# Jóhann Jóhannsson
Pour les articles homonymes, voir Jóhannsson.
Jóhann Jóhannsson, né le 19 septembre 1969 à Reykjavik et mort le 9 février 2018 à Berlin, est un musicien, compositeur, producteur et réalisateur islandais.
Il est également connu pour être un des cofondateurs de Kitchen Motors, sorte d'organisation artistique, à la fois maison de disques et laboratoire d'idées, basée à Reykjavik.

## Biographie
Jóhann Jóhannsson commence sa carrière en 1999 avec le groupe Apparat Organ Quartet dont il est le fondateur. Il quitte Reykjavik au début des années 2000 pour vivre à Copenhague.
Apparat Organ Quartet joue dans plusieurs festivals européens. Jóhannsson produit et écrit des titres pour d'autres artistes comme Marc Almond (l'album Stranger Things), Barry Adamson, Pan Sonic, The Hafler Trio, Magga Stina et d'autres encore. Il est également membre du groupe islandais Evil Madness.
Il écrit par ailleurs des morceaux pour le théâtre, des documentaires ou même des bandes originales pour plus de vingt films. C'est d'ailleurs pour ces musiques de film qu'il est considéré comme l'initiateur d'un nouveau style et presque un « gourou musical », et qu'il obtient plusieurs récompenses internationales. En témoigne sa longue collaboration avec sa compatriote Hildur Guðnadóttir, étoile montante de la musique islandaise et de la musique de film, dont on dit parfois qu'il est le « mentor ».
Il réalise ou scénarise (en plus de les mettre en musique) plusieurs films (vidéo, court métrage et un long métrage) qui « brouillent la frontière entre fiction et documentaire ». Son premier et dernier long métrage, qu'il achève juste avant sa mort, est parachevé de manière posthume par ses amis (dont Yair Elazar Glotman (en) et Hildur Guðnadóttir) pour être présenté à la Berlinale 2020 (70e anniversaire) : il s'agit d'une « fable de science-fiction » prophétique et contemplative, puissamment « hypnotique », adaptée du roman culte d'Olaf Stapledon Les Derniers et les Premiers (Last and First Men), créée en 2017 comme « performance » audiovisuelle interprétée en direct à la biennale d'art contemporain du Festival International de Manchester (en), puis complétée et remaniée pour sa première présentation sous forme de film long métrage au Festival international du film de Berlin. Son film y reçoit un excellent accueil critique et y est largement acclamé par le public du festival. [Voir la section « Adaptation au cinéma » qui décrit ce film dans l'article consacré au roman de Stapledon.]
En 2017, dans une interview, il dit habiter à Kreuzberg (Berlin).
Il est retrouvé mort le 9 février 2018 à Berlin,,. Début juin, il est révélé que sa mort a été causée par une surdose accidentelle de cocaïne combinée à un traitement médicamenteux.
Il laisse une fille, Karolina Jóhannsdóttir, qui vit à Copenhague,.

## Discographie

### Albums
- Englabörn (2002, Touch)
- Virðulegu Forsetar (2004, Touch)
- Dís (2004, 12 Tónar en Islande ; 2005, The Worker's Institute aux États-Unis)
- IBM 1401, A User's Manual (2006, 4AD)
- Englabörn (2007, 4AD)
- Fordlândia (2008, 4AD)
- And In The Endless Pause There Came The Sound Of Bees (2009)
- Last and First Men - avec Yair Elazar Glotman (2010, DG)
- I Am Here - avec BJ Nilsen (2014, Ash)
- Orphée (2016, Deutsche Grammophon)
- Englabörn & Variations (2018, Deutsche Grammophon)
- 12 Conversations With Thilo Heinzmann (2019, Deutsche Grammophon)
- Gold Dust (2021)
- A Prayer To The Dynamo : Suites d'après Sicario & The Theory of Everything – Iceland Symphony Orchestra (2023, DG)

### Singles
- The Sun’s Gone Dim And The Sky’s Turned Black (2006, 4AD)

## Filmographie

### Comme compositeur

#### Cinéma

##### Longs métrages
- 2000 : Íslenski draumurinn de Róbert I. Douglas
- 2000 : Óskabörn þjóðarinnar de Jóhann Sigmarsson
- 2002 : Maður eins og ég de Róbert I. Douglas
- 2004 : Dís de Silja Hauksdóttir
- 2006 : Blóðbönd d'Árni Ásgeirsson
- 2007 : Ópium: Egy elmebeteg nö naplója de János Szász
- 2007 : Voleurs de chevaux de Micha Wald (musique de Jef Mercelis) (musiques additionnelles avec Stephan Micus)
- 2009 : Personal Effects de David Hollander
- 2012 : De día y de noche d'Alejandro Molina
- 2012 : For Ellen de So-yong Kim
- 2012 : Mystery (Fu cheng mi shi) de Ye Lou
- 2013 : Prisoners de Denis Villeneuve
- 2013 : McCanick de Josh C. Waller
- 2014 : Tui na de Ye Lou
- 2014 : Une merveilleuse histoire du temps (The Theory of Everything) de James Marsh
- 2014 : Un enfant dans la tête (I Am Here) d'Anders Morgenthaler
- 2015 : Sicario de Denis Villeneuve
- 2016 : Lovesong de So Yong Kim
- 2016 : Premier contact (Arrival) de Denis Villeneuve
- 2016 : I blodet de Rasmus Heisterberg
- 2017 : A hentes, a kurva és a félszemü de János Szász
- 2017 : Mother! de Darren Aronofsky
- 2018 : Mandy de Panos Cosmatos
- 2018 : Le Jour de mon retour (The Mercy) de James Marsh
- 2018 : Marie Madeleine (Mary Magdalene) de Garth Davis

##### Courts métrages
- 2005 : Lake de Ryan Redford
- 2006 : The Sea of Perdition de Richard Stanley
- 2008 : Varmints de Marc Craste
- 2011 : Junk Love de Nikolaj Feifer
- 2011 : Closure de Kristian Foldager
- 2013 : Délicate Gravité de Philippe André
- 2016 : In the Dark Room d'Anna Maria Helgadottir

#### Télévision

##### Téléfilms
- 2010 : The Miners' Hymns de Bill Morrison

##### Séries télévisées
- 2008 : Svartir englar
- 2015 : Trapped (Ófærð)

##### Documentaires
- 2005 : Ashes and Snow de Gregory Colbert
- 2006 : Uku ukai d'Audrius Stonys
- 2009 : Drømme i København de Max Kestner
- 2010 : The Good Life d'Eva Mulvad
- 2012 : Free the Mind de Phie Ambo
- 2012 : Sort hvid dreng de Camilla Magid
- 2014 : Moving Art: Forests de Louie Schwartzberg
- 2014 : Moving Art: Deserts
- 2014 : Så meget godt i vente de Phie Ambo
- 2014 : End of Summer de Jóhann Jóhannsson
- 2016 : A Man Returned de Mahdi Fleifel

### Autres
- 2010 : The Miners' Hymns (vidéo) de Bill Morrison - coscénariste
- 2014 : End of Summer (court métrage documentaire) - réalisateur, scénariste, producteur, monteur, directeur de la photographie, mixeur son
- 2020 : Last And First Men[5] (long-métrage inspiré du roman Last and First Men d'Olaf Stapledon) - réalisateur, co-scénariste, musique originale. Voir la section « Adaptation au cinéma » qui décrit ce film dans l'article consacré au roman.

## Distinctions

### Récompenses
- ASCAP Film and Television Music Awards 2014 : « Top Box Office Films » pour Prisoners (récompense partagé par 14 films)
- Golden Globes 2015 : Meilleure musique de film pour Une merveilleuse histoire du temps
- ASCAP Film and Television Music Awards 2015 : Meilleure musique de film pour Une merveilleuse histoire du temps
- World Soundtrack Awards 2018 : Compositeur de cinéma de l'année pour Last and First Men, Mandy, Marie Madeleine et Le Jour de mon retour

### Nominations
- Asian Film Awards 2013 : Meilleur compositeur pour Mystery (nomination partagée avec Peyman Yazdanian)
- CPH:DOX 2014 : Nordic Dox Award pour End of Summer
- World Soundtrack Awards 2014 : Prix du public pour Une merveilleuse histoire du temps
- Oscars 2015 : Meilleure musique de film pour Une merveilleuse histoire du temps
- BAFTA 2015 : Meilleure musique de film pour Une merveilleuse histoire du temps
- Broadcast Film Critics Association Awards 2015 : Meilleure musique de film pour Une merveilleuse histoire du temps
- Oscars 2016 : Meilleure musique de film pour Sicario
- Broadcast Film Critics Association Awards 2016 : Meilleure musique de film pour Sicario et Premier contact (deux nominations distinctes)